# Israelites
„Israelites“ (původně „Poor Me Israelites“) je píseň jamajského hudebníka Desmonda Dekkera a jeho kapely The Aces. Jejím spoluautorem je producent Leslie Kong. Singl vyšel v říjnu 1968 (v následujícím roce pak píseň vyšla na LP desce The Israelites) a dosáhl velkého úspěchu v mnoha zemích, například v Britské singlové hitparádě se umístil na první příčce, stejně jako v Německu a Nizozemsku, v americké hitparádě Billboard Hot 100 dosáhl devátého místa. To vše navzdory Dekkerovu silnému jamajskému přízvuku angličtiny, který zahraničním posluchačům znesnadňoval pochopení textu. Píseň zazněla v několika filmech, včetně Drugstore Cowboy (1989) a Vyrobeno v Dagenhamu (2010).